# Confederació Iroquesa
La Confederació iroquesa era formada per tribus índies de parla iroquesa, el nom de les quals era nadowa, però foren anomenats pels algonquins mengwe "enemics". El nom que reberen dels blancs prové de l'algonquí irok-ois (d'origen francès, dues paraules sacramentals) o d’irinakhoiw "real unió". Tanmateix adoptaren el nom de Hodinonhsioni "poble de la casa gran". Comprenia sis tribus: seneca, cayuga, oneida, onondaga, mohawk i tuscarora.

## Demografia
Potser en el 1520 hi havia un total de 200.000 iroquesos, però foren reduïts dràsticament a 75.000 el 1600 degut a la verola. El 1960 n'hi havia 16.000 al Canadà i 8.000 a Nova York. El 1990 n'hi havia 57.617 al Canadà (Ontario i Quebec) i 49.038 als EUA (Nova York, Wisconsin i Oklahoma). Segons el cens dels EUA del 2000 hi havia 78.572 iroquesos dividits en les faccions següents:
| Fracció             | D'una tribu | Dues tribus | Una tribu més altres races | Dues tribus més altres races | Total  |
| ------------------- | ----------- | ----------- | -------------------------- | ---------------------------- | ------ |
| Cayuga Nation       | 964         | 69          | 349                        | 17                           | 1.399  |
| Iroquois            | 3.157       | 433         | 6.588                      | 1.202                        | 11.350 |
| Mohawk              | 13.940      | 792         | 10.652                     | 1.467                        | 26.851 |
| Oneida Nova York    | 11.057      | 407         | 3.658                      | 212                          | 15.361 |
| Onondaga            | 2.130       | 82          | 909                        | 84                           | 3.205  |
| Seneca              | 7.203       | 405         | 4.240                      | 490                          | 12.338 |
| Seneca Nation       | 614         | 84          | 296                        | 26                           | 1.020  |
| Seneca-Cayuga       | 1.509       | 120         | 440                        | 36                           | 2.105  |
| Seneca de Towananda | 266         | 4           | 47                         | 1                            | 318    |
| Tuscarora           | 2.308       | 211         | 1.063                      | 123                          | 3.705  |
| Oneida de Wisconsin | 704         | 13          | 192                        | 11                           | 920    |
| Total               | 43.582      | 2.620       | 28.431                     | 3.669                        | 78.572 |

Segons el cens canadenc del 2002, hi havia 57.617 iroquesos al Canadà, dividits entre les següents reserves i tribus:
| Reserva               | Província | Tribu  | Població |
| --------------------- | --------- | ------ | -------- |
| Oka                   | Quebec    | Mohawk | 1.753    |
| Kahnawake             | Quebec    | Mohawk | 7.878    |
| Kanesatake            | Quebec    | Mohawk | 2.009    |
| Gibson/Wahta          | Ontario   | Mohawk | 662      |
| Grand River           | Ontario   | Totes  | 19.660   |
| Oneida                | Ontario   | Oneida | 4.930    |
| Tyendinaga/Quinte Bay | Ontario   | Mohawk | 7.425    |
| Akwesasne             | Ontario   | Mohawk | 10.015   |

## Estructura de la Confederació
Tots ells tenien responsabilitats defensives: els seneca custodiaven les portes de l'Oest, amb responsabilitat defensiva a les cascades del Niàgara; els cayuga, el símbol dels quals era el castor, i els oneida aportaven 10 i 9 membres, tres per cadascun dels tres clans, eren germans menors, i ocupaven la Cambra Alta; els onondaga eren la nació central, guardians del foc (símbol del govern) i de les monedes de la Unió, n'aportaven el president, 14 escons i l'arxiver, i eren amfitrions de l'Assemblea, un edifici de troncs situat a la seva reserva, que convocaven anyalment i on es repetien les constitucions i les lleis, i es resolien els diferències; els mohawks custodiaven les portes de l'Est, amb responsabilitats defensives des de Mont-real fins a Nova York. Durant el segle xvii adoptaren els restes de les nacions hurons, neutral i erie, així com els tuscarora, que esdevingueren la Sisena Nació.
Concebien la confederació com una Gran Casa Comunal amb cinc compartiments, des de la qual s'alça un Arbre de la Pau amb quatre grans arrels estenent-se per terra (pels quatre punts cardinals). El dehatkadons eren els sachem de la Confederació. La Gran Llei dels iroquesos és una barreja inspirada de drets electius i hereditaris. Hi ha un Consell de la Confederació de 50 royaneh ("homes bons") o sachems (9 oneida, 10 cayuga, 14 onondaga, 8 seneca i 9 mohawk) escollits per les mares del clan, i tots llurs successors han d'assumir els noms dels antics fundadors.
Quan un moria, se celebraven complexos retes de condolença per nominar el successor. Prenen els decisions en una sèrie de caucus (petites juntes) fins a arribar al consens. Les cròniques de la Lliga es transmeten oralment pels wampums.
Van prendre el sistema de clans amb diferents noms, i els caps eren escollits d'una llista de 50 noms entre els membres dels clans corresponents, i proposats per les dones. Es dividien en ohwachira (gran família), cadascuna de les quals tenia un oyaron (esperit protector personal). Els oneida es dividien en tres clans, i cada comunitat tenia un consell local dirigit per diversos cabdills. Eren els més nombrosos de la confederació i vivien en un poblat únic fortificat, amb 60-100 cases grans, vora l'actual Madison, Nova York. Els onondaga tenien el centre vora l'actual Syracuse (NY) amb 140 cases i 24 als voltants, i 350 guerrers. Els cayuga tenia un consell local, guiat pels caps de les tres viles, i comprenia representants dels vuits clans exògams, cadascun dels quals es dividia en nombroses meitats, i cadascuna d'elles tenia moltes funciona cerimonials, funeràries i a l'hora dels jocs. També tenien cinc societats rituals (Cares Falses, Ossos, Búfal, Àliga i Societat Mèdica). Els seneca es dividien en 8 clans, i cadascun d'ells en dues meitats, cadascuna amb un sachem, i cada comunitat tenia un Consell d'Adults guiat pel sachem.
Els mohawk es dividien en tres clans: tortuga, os i llop. Pel que fa als tuscarora, es dividien en tres tribus, cadascuna d'elles dividida en dues meitats, i cadascuna d'elles en nombrosos clans exògams matrilinials, augmentats pel rapte de dones i nens d'altres tribus; la seva vestimenta era similar a la dels cherokees.

## Costums tradicionals
Vivien de l'agricultura. Conreaven 17 varietats de moresc, 60 de fesols i 7 de carabasses, considerades les tres germanes del Creador, i també conreaven 11 classes de fruites seques, gira-sol, tabac, 12 de begudes i 11 d'infusions. Pel que fa als tuscarora, eren experts caçadors, conreadors de moresc i recol·lectors de cànem (Apocynnum cannabium). El seu any ritual s'iniciava a la primavera amb les Gràcies a l'Arç, al maig-juny amb la Sembra del Moresc i el festival de la Maduixa, l'estiu amb la Dansa del Moresc Verd i la tardor amb l'Acció de Gràcies, copiada pels nord-americans.
Les ganonh'sees eren cases comunals de base 20 x 6 metres, i de sis metres d'alçada, on hi vivien entre 5 i 20 famílies llargues clàniques. Tenien dues portes, un passadís, un rebost i habitacles. Eren càlides, però no controlaven la sortida del fum. Les teulades eren d'escorça de bedoll, i l'estructura de màstils de cedre. Cap al segle xviii les abandonarien per les cases individuals, i les usaren només com a consells de comunitats. Estaven envoltades d'empalissades i fossades. Els tuscarora, però, vivien en cabanes rodones de pals cobertes d'escorça, un xic diferents.
Eren considerats guerrers ferotges i tenien el costum de torturar als presoners fins a la mort. Consideraven la frontera com lloc de contacte i relació, anomenada Teitonateiken "allí on dos entren en contacte", i plantejaven als forasters el tekeniteyohe:te "dels dos senders", acceptar la diferència i respectar-la.

## Orígens de la Confederació Iroquesa
Cap al 1570 el líder semidiví huró Dekanawidah (El pacificador), baixà d'una canoa blanca de pedra i tingué una visió d'un gran arbre que arribava al cel per comunicar-se amb el Mestre de la Vida, i que interpretà com la germandat de les cinc tribus, i s'hi posà una àliga, en estat d'alerta per la pau. Aleshores s'imposà la missió d'establir, reforçar la pau entre les cinc tribus per ser més forts. Convencé al bruixot onondaga Tatodaho perquè deixés les "males arts" i n'esdevingués "primer orador" o sachem president. Així tota l'energia negativa del món esdevé positiva, i tots els oradors diuen el nom de Tatodaho. Va rebre el suport del cap seneca Hiawatha i de la dona cabdill attawendarok Djigosasen, i va fer una constitució curosament elaborada, transmesa oralment de generació en generació.
Un estudi recent afirma que la Lliga Iroquesa es va formar el 1142, sobre la base d'un eclipsi solar en aquest any que semblava encaixar amb una tradició oral.

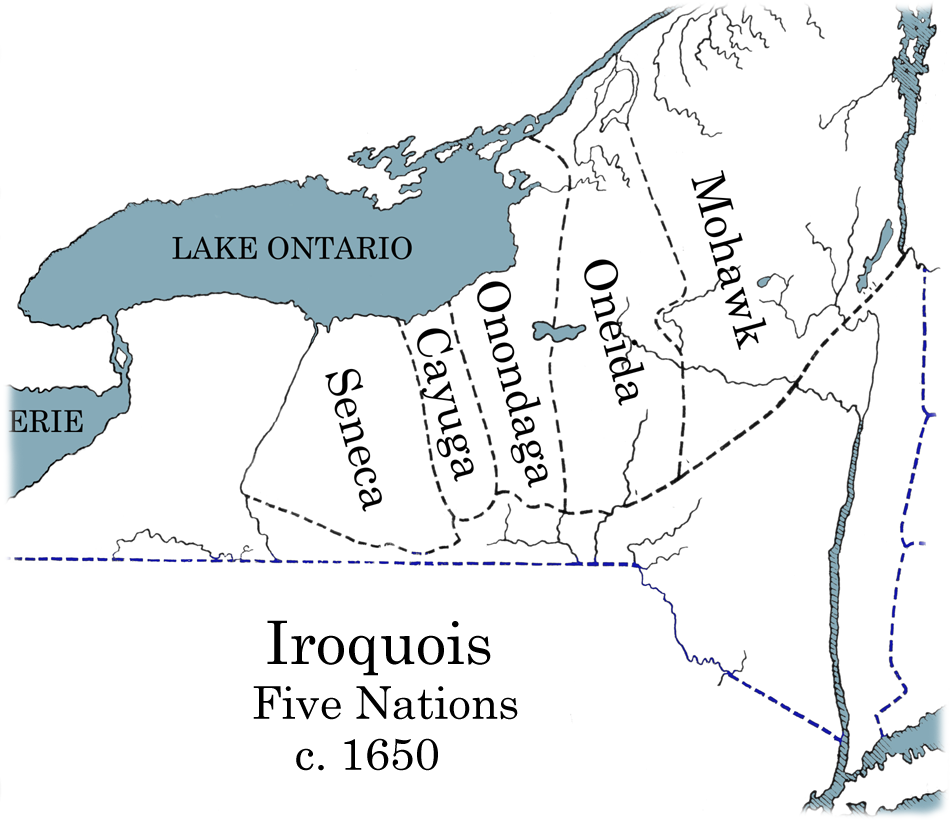
Mapa de les Cinc Nacions el 1650

El primer blanc que els va visitar fou el bretó Jacques Cartier, qui el 1534 arribà al campament de Stadakoné i hi segresta els dos fills del xefe per dur-los a França. El 1535 els va tornar i arribà fins a la vila mohawk de Hochelaga, que anomenarà La Chine. També fou el primer a portar les malalties, en enrolar indis a la força i en dur conducta violenta. Per això, quan el 1603 Champlain va arribar a Hochelaga i Stadakoné les trobà buides, i el país havia sofert un fort retrocés demogràfic.
El 1609 i el 1615 foren atacats per Champlain amb ajut dels hurons, montagnais i ottawa, qui va matar 200 mohawk a trets, qual cosa va fer que s'enemistessin amb els francesos i sempre cerquessin l'ajut primer holandès (1644) i després britànic, qui els canviaren pells de castor per armes de foc. Així, els mohawk els ajudarien a exterminar els pequots fugitius de Sassacus, alhora que desplaçaven els mahican al riu Hudson i sotmetien els munsee. Tot i així, el 1656 el jesuïta francès René Menard visità als cayuga, com el 1640 establiren una missió a Kahnawake. Alhora, els principals viles seneca eren Kandagaio (St. Jacques, NY), Sonnontouan o Tiohihakton (Conception, NY), Gandougarae (St. Michel) per presos hurons i Gandachiragon (St Jean) amb presos neutrals, destruïdes el 1655-1687 per J.R. Brésay, marquès de Denonville. Les principals viles mohawk es trobaven a les actuals Saratoga, Ticonderoga, Canajoharie i Oreonta, tot agrupant 180 cases i 500 famílies.
Per tal de no decaure demogràficament, el 1640 decidiren incorporar llurs enemics en massa, els hurons (uns 10.000) per fondre'ls en un sol poble, d'antuvi diplomàticament. El 1642 al 1653 declararen la Guerra del Castor als hurons per tal d'ampliar el comerç de pells, i acabaren amb l'extermini tant del castor com de la major part dels hurons i de les petites tribus iroqueses dels Grans Llacs; aleshores comptaven amb 16.000 guerrers, i el 1643 els mohawk bloquejaren el corredor comercial cap a Montréal.
Endemés, el comerç de pells amb els neerlandesos provocaria un desastre ecològic sense precedents, ja que el 1648-1649 invadiren territori huró a la recerca de castors, ja que al seu territori els havien exterminat. El març del 1649 mil guerrers mohawk es concentraren a les ciutats hurons cristianitzades de Saint Ignace i Saint Louis i cremaren al p. Jean Le Brebeuf. La desbandada dels hurons provocà que molts d'ells s'uniren als iroquesos.
El 1644 el rei francès Lluís XIV va ordenar el seu extermini, però l'ordre no fou gaire efectiva. El mateix any van renovar el pacte o Wampum de dues fileres que havien signat amb els neerlandesos amb la Gran Bretanya. Quan el 1687 els francesos atacaren i destruïren els camps sèneca a Niagara, es venjaren destruint les fortificacions i colònies a l'Oest de Mont-real. Mantingueren molta diplomàcia amb un llenguatge força metafòric (qui no ha sentit les expressions "enterrar la destral de guerra", "cadena de l'amistat", símbol dels vincles?).

## Les guerres amb els europeus
Això va fer que el 1687 el governador de Nova York, Thomas Dongan, els reconegués com al principal mur de contenció entre les possessions angleses i franceses. El 1696 els francesos van destruir la ciutat Oneida, i aleshores es dividiren en dos grups, Oneida (Castell de dalt) i Canawaroghere (Crani en un pal), i acceptaren els jesuïtes de la missió de Sant Francesc Xavier. Per la seva banda, el 1667-1675 els cayuga, que tenien 300 guerrers i eren molt barrejats amb hurons i siux presoners, s'enfrontaren en una Guerra als Conestoga o Andaste, i el 1688 signaren una declaració de neutralitat entre francesos i anglesos.
El 1708 els Tuscarora eren 5.600 individus, 15 ciutats i 1.200 guerrers, una gran potència a la zona. Lluitaren contra els colons des del 1711 pel rapte de dones, però foren vençuts i el 1713 es traslladaren al Susquehanna (Pennsilvània) i a Birghampton, vora els oneida, però es cristianitzaren i abandonaren bona part dels costums ancestrals, tot fent-se ferraters. El 1722 foren adoptats per la Confederació com a sisena nació iroquesa, i el 1742-1756 admeteren sota llur protecció als delaware. El 1737 el seu cabdill Kanickhungo pactà amb William Penn i els cedí part de les terres de Pennsilvània.

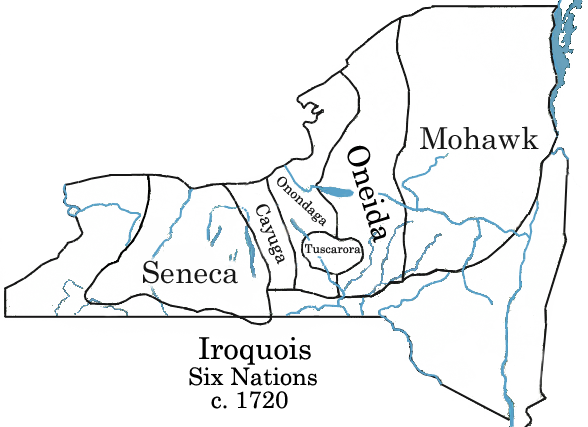
Mapa de la Confederació Iroquesa el 1720

El pacte fou renovat el 1742 amb Canassatego, sachem onondaga, qui no els cedí, però, la propietat en exclusiva, i es queixà al governador de Pennsilvània del robatori de terres. Canassatego representà les Sis Nacions al Tractat de Lancaster (Pennsilvània) del 4 de juliol del 1744 amb Pennsilvània, Virgínia i Maryland, on es queixà del fet que tenien més pes els documents dels blancs que els drets històrics dels indis, i així aconseguí 1.100 lliures de mercaderies a canvi del territori subjugat, però no seu, i que continguessin als colonitzadors; influí molt en Benjamin Franklin a l'hora de redactar la Constitució USA, fins i tot el símbol de l'àliga i el feix de fletxes (eren 5 i no 12). Però en aquest tractat no hi havia cap representant mohawk, guerrers en constant contacte amb els francesos i més exposats al rom, a les malalties i a les invasions. Molts abandonarien la vall Mohawk i avançaren cap al Saint Laurent, a l'actual Kahnawake, agrupats en uma missió catòlica, amb un peu a cada banda del riu.
El 1750 va morir Canassatego, i fou substituït com a negociador pel mohawk Thayanoge (King Hendrick), qui el 1710 fou un dels quatre caps mohawk que visitaren Londres i s'entrevistaren amb la reina Anna. El 1753 aniria a Nova York per a queixar-se al governador, l'almirall George Clinton, de l'exposició als atacs francesos i de les usurpacions i abusos dels colonitzadors, però no va rebre una resposta satisfactòria. Tot i així, William Johnson el convencé perquè participés en el Congrés d'Albany del 1754, i els mohawks cristianitzats de la vila de Caughnawaga es mantingueren sota l'òrbita francesa.
La Guerra Franco-Índia amb els francesos fou dirigida pel comandant Edward Braddock, qui fou vençut a Pittsburg en 1755 i criticat pel cap oneida Scarouady, mentre Thoyanoguen moria lluitant a Lake George. Aleshores la corona va crear un Departament d'afers indis amb dues seccions. Al Nord, William Johnson, amic de Hendrick i casat amb la mohawk Molly Brant, germana de l'aleshores jove Thayanandegea, futur Joseph Brant (1742-1807), episcopalià i coronel de l'exèrcit britànic. La confederació Iroquesa va tornar a entrar en la guerra en el bàndol britànic a finals de 1758 i el 1758 els seneca destruïren Fort Niagara i el 1759 ajudaren Armherst a prendre Fort Carillon i Wolfe a prendre Quebec en 1759; l'octubre del 1760 els mohawks de Kahnawake transportessin en barques als britànics pels ràpids de La Chine i ocupessin Montréal. Però el nou cap militar, Armherst, menyspreava als indis, i per això els abandonà i deixà de pagar-los, i les Sis Nacions de la confederació Iroquesa va renunciar a continuar la guerra i van negociar el tractat de Kahnawake amb els britànics, pel què podrien desplaçar-se sense restriccions entre Canadà i Nova York, ja que les nacions tenien un extens comerç entre Mont-real i Albany, així com poblacions que vivien per tota la zona.
Es produí una situació de crisi on només se'ls oferia sobreviure, i alhora el 1762 el profeta lenape Neolin (L'il·luminat), i el seu deixeble el Profeta Onondaga, predicaren el missatge del Gran Esperit, on s'afirmava que havia viatjat a la casa del creador, i que els blancs eren els culpables de tot i que els havien arrabassat les terres. El 1761 el cap seneca Kaiaghshota envià un wampum roig a Detroit exhortant lenapes, ottawa, shawnee, potawatomi, hurons i xippewa a unir-se a les Sis Nacions per expulsar els anglesos d'Ohio i dels Grans Llacs, alhora que planejava atacar la frontera occidental amb Pontiac. El maig del 1763 s'alçaria Pontiac i moririen 2.000 colonitzadors en la guerra.
La unitat militar es va trencar de fet el 1763, quan seneca i onondaga recolzaren la Guerra de Pontiac mentre els altres romanien neutrals. Aleshores disposaven de 1.050 guerrers seneca, 160 guerrers mohawks i 500 més mingo (iroquesos d'Ohio). Armherst envià llençols infectats amb verola de Fort Pitt. El 1768 foren obligats a signar el Tractat de Fort Stanwix, pel qual cedien les terres al Sud i Est, i la vall Mohawk era ocupada per escocesos. Johnson envià Joseph Brant al Darmouth College, on aprengué anglès, llatí i grec. El 1775 visitaria Londres amb Guy Johnson, nebot de William, i segellà l'amistat britano-iroquesa contra els rebels iankis, a canvi d'arreglar tots els problemes de la cessió de terres.
Així es trencaria la unitat política iroquesa, ja que durant la Guerra d'Independència del 1770 al 1785, tant mohawk, cayuga com seneca ajudaren als britànics, mentre oneida, tuscarora i onondaga ajudaven als rebels com a exploradors. El 1776 la verola atacà els onondaga i en delmà la tribu i els sachem, cosa que els britànics aprofitarien per celebrar un Consell a Oswego el 1777, però tuscarora i oneida segueixen ajudant als rebels. Per aquest motiu Sullivan va dirigir una campanya contra Iroqua per cremar 500 cases i les collites de cayuga, mohawk, tuscarora i onondaga el 1779-1780, i Daniel Brodhead matà nombroses dones i nens.
El 1777 molts cayuga emigraren a Grand River (Ontario), i d'altres s'establiren amb seneca a Ohio. Això els esperonaria a anihilar les colònies de Nova York, Ohio i Kentucky el 1781, però la tardor del 1782 els britànics es rendiren de cop i volta, i els urgiren a tornar a llurs terres. I pel Tractat del 1783, els abandonaren definitivament. Els mingo, nom que els lenapes donaren als iroquesos, vivien al curs superior de l'Ohio, aliats dels shawnee. Molts s'uniren als wyandot quan marxaren a Kansas i al Territori Indi. El 1774 s'enfrontarien als colons de Virgínia Occidental. El seu cap John Logan (1725-1780), potser d'origen francès, perdé la seva família en un atac dels colons del colonel Cressap, i per això el 1774 declarà la guerra al governador Dunmore.
Per tal de superar el seu deute extern, els EUA aboliren la proclama del 1763, i el 1784 els forçaren a signar la Pau de Fort Stanwix, per la qual es traçaria la línia fronterera entre els blancs i els indis. Els obligaren a cedir terres i ostatges, a renunciar a tota reivindicació a Ohio, Pennsilvània i Oest de Nova York; un miler de mohawks marxaren amb Joseph Brant al Canadà, fins i tot oneida i tuscarora, a qui havien obligat el 1785 a signar el Tractat de Fort Herkimer, hagueren d'exiliar-se a River Thames, encara que molts tornarien. A la mort de Joseph Brant el 1807 els caps oficiosos del grup foren John Norton (Teyoninhokarawen) fins al 1814 i John Brant (Ahyouwaigha) fins a la seva mort el 1832.

## Trencament territorial i política de reserves
Els tuscarora marxaren amb els seneca a Johnson's Landing (Comtat Niagara, NY), on reberen el 1797 dels seneca 2,59 km² de terra a la Vall de Genesee, i 5,2 més gràcies a Robert Morris. El 1790 el predicador seneca Garyan Wahgah o Cornplanter (1732-1836) viatjà a Filadèlfia per a renegociar els tractats i denunciar el tractat de Ft. Stanwix a George Washington, però no va donar suport a la revolta de Michikinikwa/Little Turtle a Indiana i Ohio. El 1792 l'orador seneca Sagoyewatha (Qui els manté desperts) o Red Jacket (1758-1830) visità Washington, on reafirmà la independència de les Sis Nacions, però l'obligaren a acceptar les fronteres del 1784 en una nova reunió a Buffalo Creek el juny del 1794. Així aconsegueixen de recuperar alguns territoris i una anyalitat de 4.500 $; el comissionat Thimothy Pickering, anomenat pels indis Connisauti (Costat solellat de la Muntanya) intentà convèncer Joseph Brant perquè tornés. També signaren els tractats de Canandaigua el 1794 i el de Greenville el 1795, pel qual no tindran sobirania fins més enllà del Mississipi, i per això molts marxaren cap a Oklahoma o Canadà. També, però, es va establir una reserva de 6.100 acres per als Onondaga. Els seneca, per la seva banda, signaren el Tractat de Pickering del 1794 pel qual cedeixen terres a canvi de pau i de no reclamar mai més terra índia.
Pel que fa als seneca, el 1784 molts marxaren al Canadà, i els que es quedaren el 1797 reberen les reserves de Tonawanda, Cattarauga i Alleghany, governades per sachems.
L'aculturació va provocar que molts d'ells caiguessin en l'avortament i l'alcoholisme. Cap al 1799 el germanastre de Cornplanter, oncle de Red Jacket i sachem seneca, Ganjo Dieyo (més conegut com a Handsome Lake, 1735-1815), que era alcohòlic i malalt, tingué algunes visions i abandonà l'alcohol. Entre 1799 i 1815 adoptaren la seva nova religió, que transmetia un codi o Gai'wiio, que serà compilat en unes 100 pàgines el 1905 en versió transmesa a Gawasowaneh (Arthur Parker) per Sosondowa (Edward Conrplanter). Rebutjava l'one'ga (alcohol), l'avortament i la bruixeria, i barreja elements cristians, anima al conreu de la terra i fer cases, manté el calendari dels rituals (com els festivals de les Maduixes, l'arç, del moresc verd, el sacrifici del gos blanc, el Dia d'acció de gràcies i el joc de la tassa), i creia que Hanisse'ono, el maligne, vivia a Europa. Així propiciaria que el 1850 es creés la Religió de la Casa Llarga. Cap als anys 60 tenia 5.000 fidels, d'ells 800 seneca, a Nova York, Ontario i Quebec dividit en 10 Long houses. Des del 1805, endemés, els enviaren molts missioners, i la Societat Missionera Evangèlica de Massachusetts convocà els Seneca a Buffalo, però Sagoyewatha els criticà la seva actitud hipòcrita. Només respectaren els quàquers, majoritaris entre els oneida, mercè els quals el 1838 van rebre una reserva de 65.000 acres a Green Bay (Wisconsin).
Després de la Guerra del 1812, en la qual els del Canadà lluitaren amb els anglesos, però els dels EEU van romandre neutrals, intentaren deportar-los dels EUA, però com que no s'organitzaren en el model d'estat-nació, no els van veure com una amenaça i finalment no ho van fer. El 1815 va morir Handsome Lake després d'entregar el seu missatge al Consell de la Confederació. El 22 de juliol del 1814 acordaren amb els EUA que els seneca ajudarien als EUA contra Gran Bretanya, i el 29 de setembre del 1817 les terres seneca no eren subjectes a impostos.
El 1832 un grup de seneca i cayuga marxaria a Territori Indi (Oklahoma). El 1804 els tuscarora havien rebut 4.328 acres del govern federal a canvi de renunciar a les terres de Carolina del Nord. Per la seva banda, el cap cayuga Peter Wilson/Waowawanoonk, afirmà el 1847 que la terra de Ganono-o (Nova York) era de la Confederació Iroquesa. El 1838 l'Ogden Land Co comprà terra dels seneca per 200.000 $. John Blacksmith i Jimmy Johnson (net de Handsome Lake) de Towananda lluitaren contra això durant 15 anys. Per això el 1848 els seneca patiren un cisma.
Els de Towananda (uns 700) mantingueren el sachem i fidels a la Unió, tot mantenint la Casa Comuna, oficina central de la religió iroquesa, però Alleghany i Cattarangus es proclamaren repúbliques amb un Consell de 18 membres, en reacció contra la corrupció i incompetència dels cabdills hereditaris, i es proclamaren com a Nació Seneca Independent.
El 1851 l'etnòleg Lewis H. Morgan, amb ajut de l'advocat seneca Ely Parker, va compondre League of the Ho-de-no-sau-nee or Iroquois, estudi sobre la Confederació, costums i orígens. I el 1880 J. Onasakenrat hi traduí la Bíblia. Ely Parker o Donehogawa enginyer seneca originari de Towananda, del gener del 1869 a l'estiu del 1878 fou cap del BIA, amic personal del president Grant, qui nomenà com a agents nombrosos quàquers i dimití per pressions de tota mena.
Pel que fa als que residien al Canadà, abans de la Constitució Canadenca del 1867 es reconeixia una Iroqua dividida en 15 illots dispersos; el de Grand River (el mohawk Brant), a la península de Niàgara, tenia inicialment 1.300 km² cedits a les nacions aliades, i Quinte Bay (mohawk). Hi havia reproduït la Confederació amb 50 sachems i un Foc del Consell guardat pels onondaga. D'aquesta manera, hi havia dues confederacions paral·leles amb relacions poc definides.
Brant, per tal de recaptar diners, havia llogat terres als blancs (parcel·les a Grand River), però el Dominion del 1867 els aconvertí en cessions irrevocables. Grand River restaria reduït a 100 km² i 16.000 habitants (el 1990); molts d'ells treballen fora de la reserva, i la capital era Ohsweken, seu del parlament iroquès. Per altra banda, quan acabaren les guerres entre Gran Bretanya i els EUA deixaren de ser útils, i intentaren assimilar-los, tot confinant els nens a escoles missioneres i reduint les reserves. Els oferiren la ciutadania canadenca, diners i un lot de terra a canvi de renunciar a ser membres de llur nació, i les dones tenien dret a l'alliberament si es casaven amb un blanc, però entre el 1876 i el 1918 només uns 100 ho van acceptar.
El govern canadenc també va aprovar una Indian Law que volia substituir els governs indis per quadrilles de regidors electes que esdevenien titelles del Departament d'Afers Indis, destituïen els caps hereditaris i eliminaven la matrilinialitat. El 1880 ho imposaren a Quinte Bay, però quan intentaren tornar al sistema tradicional no els deixaren i enviaren una protesta formal a la Reina. El 1890 els dos establiments del Saint Laurent, Kahnawake, vora Mont-real, i Akwesasne, entre Mont-real i Kingston, es queixaren de la jurisdicció canadenca a Kahnawake. El 1898 les mares de clan d'Akwesasne escriviren una carta al governador on protestaven pel sistema electoral.
Pel març del 1899 es produïren enfrontaments entre la policia muntada i 200 mohawks durant les eleccions, denunciades pel cap electe d'Akwesasne, Michael Mitchell. L'u de maig els atacaren un altre cop i mataren al mohawk Jack Fire, alhora que set caps més foren empresonats. Però no pogueren imposar el govern a Grand River, tot i que la facció dels dehorners, cristians doctrinaris, considerats per Brian Miracle com a cristianodemòcrates, ho van intentar.

## Els iroquesos en el segle XX

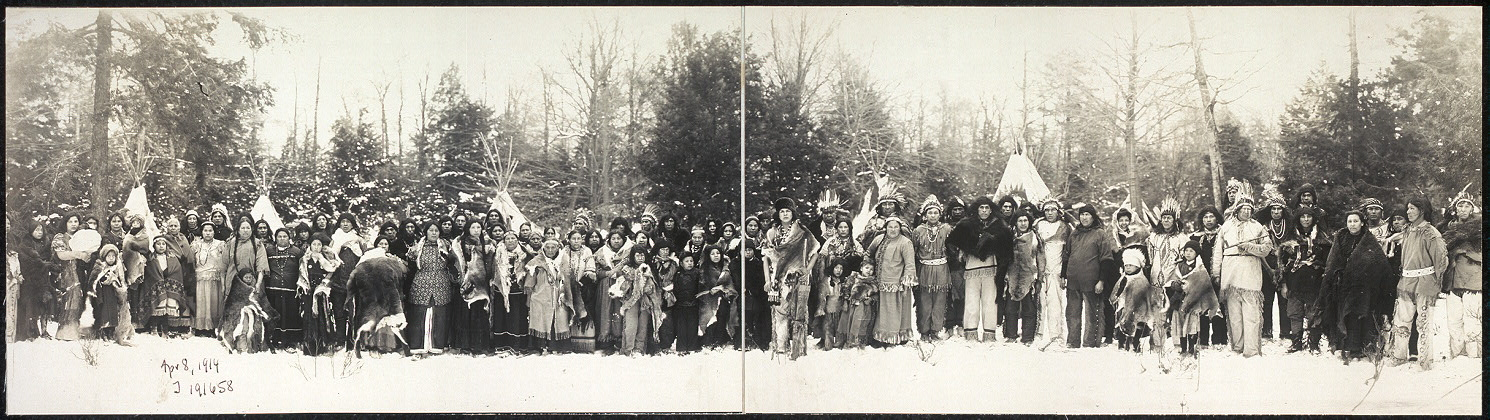
Foto col·lectiva d'iroquesos

El 1912 els britànics convenceren als EUA per pagar als cayuga de Grand River les cessions de terra prerevolucionària, ja que eren nacions reconegudes.
Durant la Primera Guerra Mundial uns 300 iroquesos lluitaren com a aliats de la Gran Bretanya, i en tornaren 260. El 1919 el Consell de Grand River, dirigit per Levi General o Deskaheh (1873-1925) demanà que Iroqua fos considerada com a protectorat britànic igual que Tonga o Botswana, i dirigí la Comissió per a l'Estatut i s'enfrontà a Duncan Campbell Scott, Comissionat per a Afers Indis el 1931-1932, i partidari de l'assimilació dels indis. Durant la tardor del 1920 ho enviaren a la Cort Suprema del Canadà, però fou bloquejat. Quan anaren a la Gran Bretanya, el secretari colonial, Winston Churchill, afirmà que no era competència seva.
El 1922 s'iniciaren noves converses, però la Policia Muntada atacà les reserves i ocupà Ohswehen. Aleshores, Deskaneh va anar el 1923 a la seu de la SDN a Ginebra, tot viatjant amb passaport iroquès, i presentà el memorial The red man's appeal for Justice, tot aportant el Wampum de dues fileres, el pacte més antic signat amb europeus. Reberen suport de Pèrsia, Irlanda, Estònia i Panamà, però el març del 1924 tots reberen pressions britàniques i paralitzaren el seu reconeixement. El 7 d'octubre del 1924 la Policia Muntada dissolgué el Parlament de les Sis Nacions, robant documents i wampums i convocant noves eleccions. Però dels 4.500 electors, només 27 votaren.
Des d'aleshores organitzaren un parlament a l'exili a la Casa Comunal Onondaga del Gran River. El 1959 intentaren novament ocupar el Consell, però foren desallotjats a cops. A les eleccions només hi participaria el 6%. Deskaheh s'aixoplugaria a la reserva Tuscarora, on era cap al seu amic Clinton Rickard. Va morir malalt el 1925 i fou enterrat a Grand River. Per evitar l'aparició de nous líders, el 1927 els canadencs declararen il·legal que qualsevol persona recaptés diners per a reclamacions índies. La llei, vigent fins al 1951, fou de fet poc usada.
El 1924 els de Nova York declinaren acceptar la nacionalitat nord-americana, afirmant el principi de sobirania; són experts en lleis i tractats i mai han abandonat llur concepte com a "nació igual".
El 1926 Arthur C. Parker, renebot d'Ely Parker, recopilà texts de la confederació en el llibre The history of the Seneca indians. Però treballaven en condicions penoses, i 33 mohawks moririen el 1907 treballant en la construcció del Pont del Saint Laurent.
El 1957-1959 l'Estat de Nova York va prendre 85 acres de conreu als tuscarora per al Niagara Power Project. També la creació d'un pantà el 1961 inundà les terres seneca (10.000 acres d'Alleghany, un terç de la reserva), i foren obligats a vendre les terres arrabassades pel sistema de tutoria. Com que el 1964 van rebre compensacions per les terres preses pel pantà de Kinava, els intentaren imposar la termination per referèndum. Les protestes del president seneca, George Heron, no serviren de gaire. Per altra banda, el 1954-1959 al Saint Laurent, els confiscaren 100 km² d'Akwesasne ("On la perdiu toca el tambor") i Kahnawake ("Junt als ràpids"), i construïren dos embassaments i contaminaren la terra. L'alta toxicitat els provocà pèrdues a les granges i pesca.
Durant els anys 60, els dels EUA foren dirigits pel tuscarora Mad Bear Anderson, qui el 1967 va partir de l'antiga religió iroquesa per predicar la pau i el retorn a la puresa abans de la fi del món, i es va fer militant de l'AIM, amb el qual va participar en l'ocupació d'Alcatraz el 1969-1970 i més tard va ajudar les Sis Nacions contra l'Estat de Nova York en conflictes per la terra.
El 1968 els membres tribals de Saint Regis protestaren pel bloqueig del pont continental Lawrence Seaway. El 1971 van fer una marxa fins a la Casa Blanca i intentaren arrestar el Secretari d'Interior. El 1971 els onondaga reclamaren al Museu de Nova York els wampums de la confederació. Però el 1973 fou assassinat a Santa Clara (California) el mohawk Richard Oakes, director dels Indian Studies al San Francisco State College, membre de l'AIM que havia participat a Alcatraz i havia ajudat als Pit River.
Vista la situació a ambdós estats, els mohawk van restablir el 1972 la Rotiskenhrakete (Societat dels Guerrers) que es proposa expulsar de Kahnawake als no indis. El 1974 uns 200 mohawk de St Regis establiren a Ganienkeh (Nova York), abans 612 acres d'un campament abandonat entre la badia Eagle i el llac Moss, vora les Adirondack, una comunitat agrària autàrquica regida segons les normes índies, i el 1976 fundaren la revista mensual AKWESASNE NOTES, on escriuran indis de totes les nacions. Van treballar estretament amb els líders religiosos de la Casa Comunal i del Consell de la Confederació a Onondaga.
Tanmateix, la Societat dels Guerrers va perdre influència en els anys 80. El 1982 Reagan els va tallar el finançament, però els animà a obrir sales de bingo a Akwesasne, cosa que fou molt protestada pels Guerrers, així com el contraban de cigarretes entre Akwesasne i Kahnawake. Això enfrontaria els enfrontaria als seguidors seneca de Handsome Lake i provocà divisions. El 1988 200 policies quebequesos van fer un raid a Kahnawake sota la sospita de contraban i intentaren clausurar els casinos, amb col·laboració amb el FBI. Aleshores el líder dels Guerrers, Ateronhiatakon, organitzaria patrulles. El 14 de maig del 1990 hi hagué guerra a Akwesasne (País Mohawk) de Saint Regis, on 800 indis treballen en els casinos, per les tensions entre el Comitè Antijoc, de Matthew Ty Pike, i la màfia índia del joc. En els enfrontaments intens moriren Matthew Pyke i Harold Edwards.
Pel que fa a la reserva d'Oka, el 1717 consistia en 150 milles quadrades concedides per Lluís XV de França als monjos de Sant Sulpici, qui comerciaren amb fusta i terres dels blancs, cosa que provocaria els protestes del cap Joseph Onasakenrat el 1869 i la cremada d'una església. El 1945 fou comprada pel govern canadenc i aconvertida pel govern federal en reserva iroquesa. Però el 1959 el govern quebequès adquirí Les Pines, que engloba Oka, comença a tallar els arbres i a construir camps de golf. Des del 1961 els mohawk protestaren al Comitè Parlamentari canadenc recomanant solucions, però aquest anunicaria el 1977 que no tenia competència en reclamacions anteriors a la fundació del Canadà el 1867.

## Els anys 90
Aquest període fou marcat pel conflicte mohawk del 1990 al Quebec.